# Devil May Cry 3: Dante's Awakening
Devil May Cry 3: Dante's Awakening (en español: Devil May Cry 3: El despertar de Dante), conocido en Japón simplemente como Devil May Cry 3 (デビル メイ クライ 3 Debiru Mei Kurai Surī?) es un videojuego de acción y aventura hack and slash de 2005 desarrollado y publicado por Capcom. El juego es una precuela del Devil May Cry original, con un Dante más joven. Ambientada una década antes de los eventos del primer Devil May Cry en una torre encantada llamada Temen-ni-gru, la historia sigue a Dante mientras intenta impedir que su hermano gemelo, Vergil, abra un portal al Mundo Demonio. El juego introduce mecánicas de combate con énfasis en los combos y la acción trepidante. La historia se narra principalmente mediante cinemáticas que utilizan el motor del juego, con varios vídeos pre-renderizados de movimiento completo.
Devil May Cry 3 se lanzó en febrero y marzo de 2005 para PlayStation 2 y se adaptó a Windows en junio y octubre de 2006. Recibió críticas muy positivas de los críticos, que lo vieron como un regreso a la forma de la serie y elogiaron su combate, diseño de niveles, música y personajes, aunque algunos criticaron su alto nivel de dificultad en el lanzamiento norteamericano. Se relanzó en 2006 como Devil May Cry 3: Special Edition con niveles de dificultad rediseñados, la incorporación de puntos de control a mitad de misión, el "modo GOLD" y Vergil como personaje jugable. Las ventas combinadas de ambas versiones superaron los 2,3 millones de copias. Se le ha considerado uno de los mejores videojuegos de la historia.
Una precuela de manga de 2005 de la historia de Devil May Cry 3 se publicó en Japón y luego en Estados Unidos.

## Modo de juego

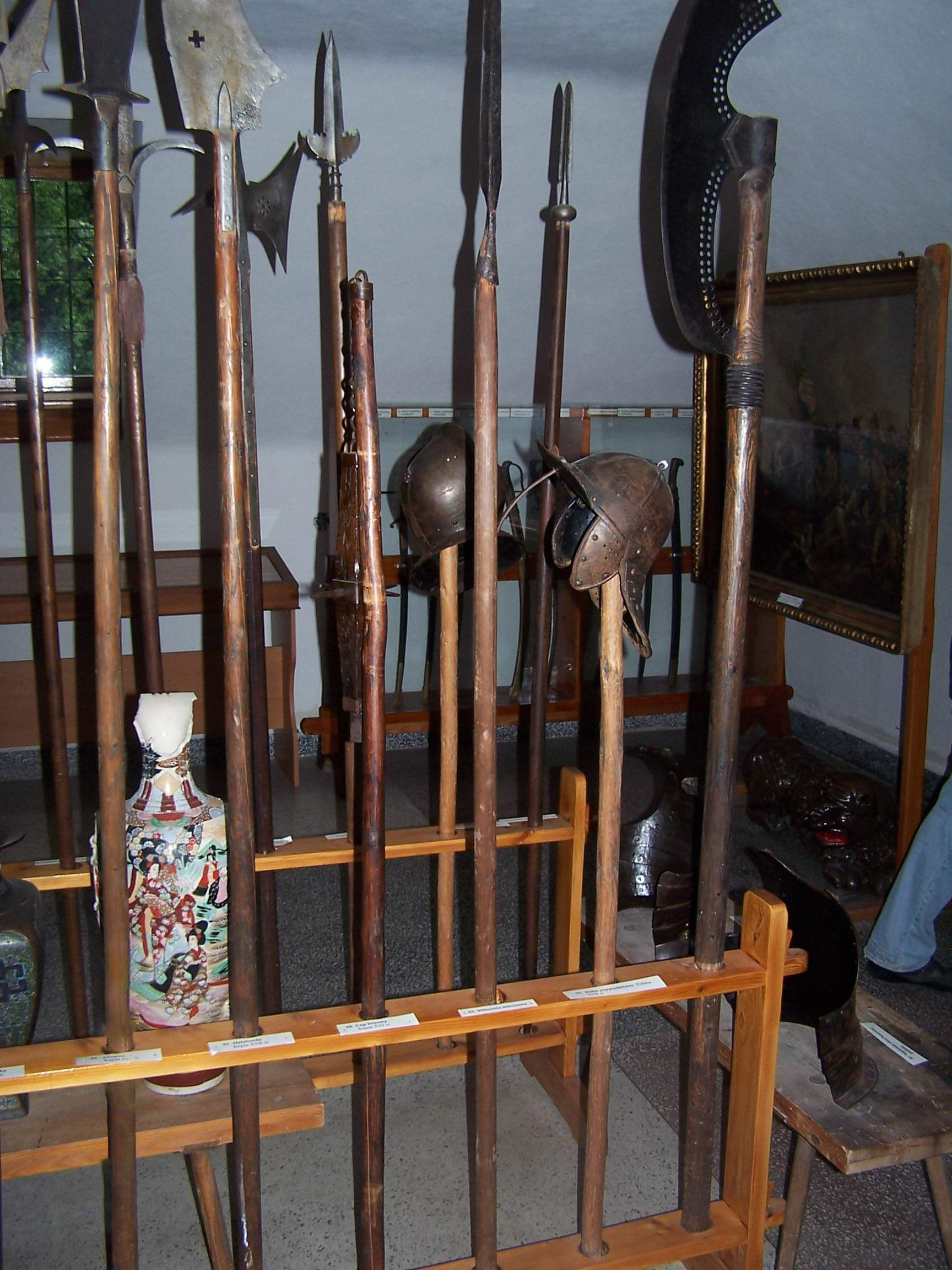
El juego cuenta con una gran diversidad de armas, que van desde espadas a pistolas, al principio solo se podrán utilizar dos de ellas, pero más adelante serán desbloqueadas otras ocho.

El juego consiste en superar niveles (misiones), para ello el jugador deberá derrotar a un grupo de enemigos, superar pruebas de plataformas y resolver acertijos. También se deberán obtener «Gemas Rojas», unos orbes rojos que sirven para adquirir diversos tipos de mejoras, que van desde habilidades hasta aumentar la barra de salud.
Durante las secciones de combate se podrán obtener «puntos de estilo», para ello se tendrá que incrementar tu barra de «elegancia», para lograrlo el jugador deberá ejecutar cadenas de combos y tener una gran variación de ataques y movimientos, cuando llegue al tope se otorgara el rango D (Dope!) y la barra quedará vacía, entonces se tendrá que repetir el proceso para subir a un rango C (Crazy!) y así susecivamente, B (Blast), A (Alright), S (Sweet!), SS (Showtime!) y SSS (Stylish!), hay que decir que si Dante recibe un golpe el estilo bajará dos rangos completos. 
El juego presenta una gran dificultad, incluso en la menor dificultad cada golpe que reciba Dante le reducirá una buena cantidad de salud. Para facilitar la experiencia, existe la posibilidad de usar Gemas rojas para obtener Items de ayuda, que van desde objetos que restauran completamente tu salud hasta orbes que resucitan al jugador. Al final de cada misión se obtendrá un rango general, una vez más de la D hasta la SSS, para ello se tendrá en cuenta el «estilo» del jugador, el tiempo que le tomó completar dicha misión, las gemas rojas obtenidas, las ayudas utilizadas y el daño recibido.
Hay dos barras en el juego, una que mide la salud del personaje y otra que mide la «energía demoníaca» del mismo, el jugador podrá acceder a habilidades únicas si decide utilizarla, entre ellas está la conocida transformación de Devil Trigger; mientras Dante este en este en esta forma, comenzará a recuperar salud y su velocidad y fuerza se verán aumentados, sin embargo, la barra se irá vaciando muy rápido. 
En el juego se puede acceder a varios estilos de combate, los cuales otorgarán una habilidad especial, dependiendo del uso que se le de a estos movimientos, se irán desbloqueando otros nuevos, el jugador al principio solo contará con 4 y posteriormente desbloqueara 2, los cuales a diferencia de los demás, restaran energía demoníaca a Dante mientras estén activos. 
Existen tres botones de ataque, cuerpo a cuerpo, armas de fuego y uno especial (el ataque varía dependiendo del estilo que haya escogido el jugador), también hay un botón para fijar un blanco en específico; Al principio solo se tendrá un arma de cada tipo: Rebellion (Cuerpo a cuerpo) y Ebony e Ivory (Fuego). Pero tras ir superando misiones, se podrán ir obteniendo armas alternativas.
Existe la posibilidad de aumentar la barra de salud, obteniendo «Gemas azules», existen varias maneras de conseguirlas, la primera es encontrar pequeños fragmentos de estas durante los niveles, tras conseguir cuatro de ellos, se formara la gema, la segunda es completando misiones secretas, que igualmente están esparcidas en las misiones principales, finalmente existe la posibilidad de comprarlas con Gema Rojas, sin embargo solo es posible obtener 7 de ellas de esta manera. También se puede aumentar la barra de energía demoníaca, pero solo se pueden conseguir del último método.se puede ver que en algunas misiones se ve el número de la misión. Que hace

## Trama

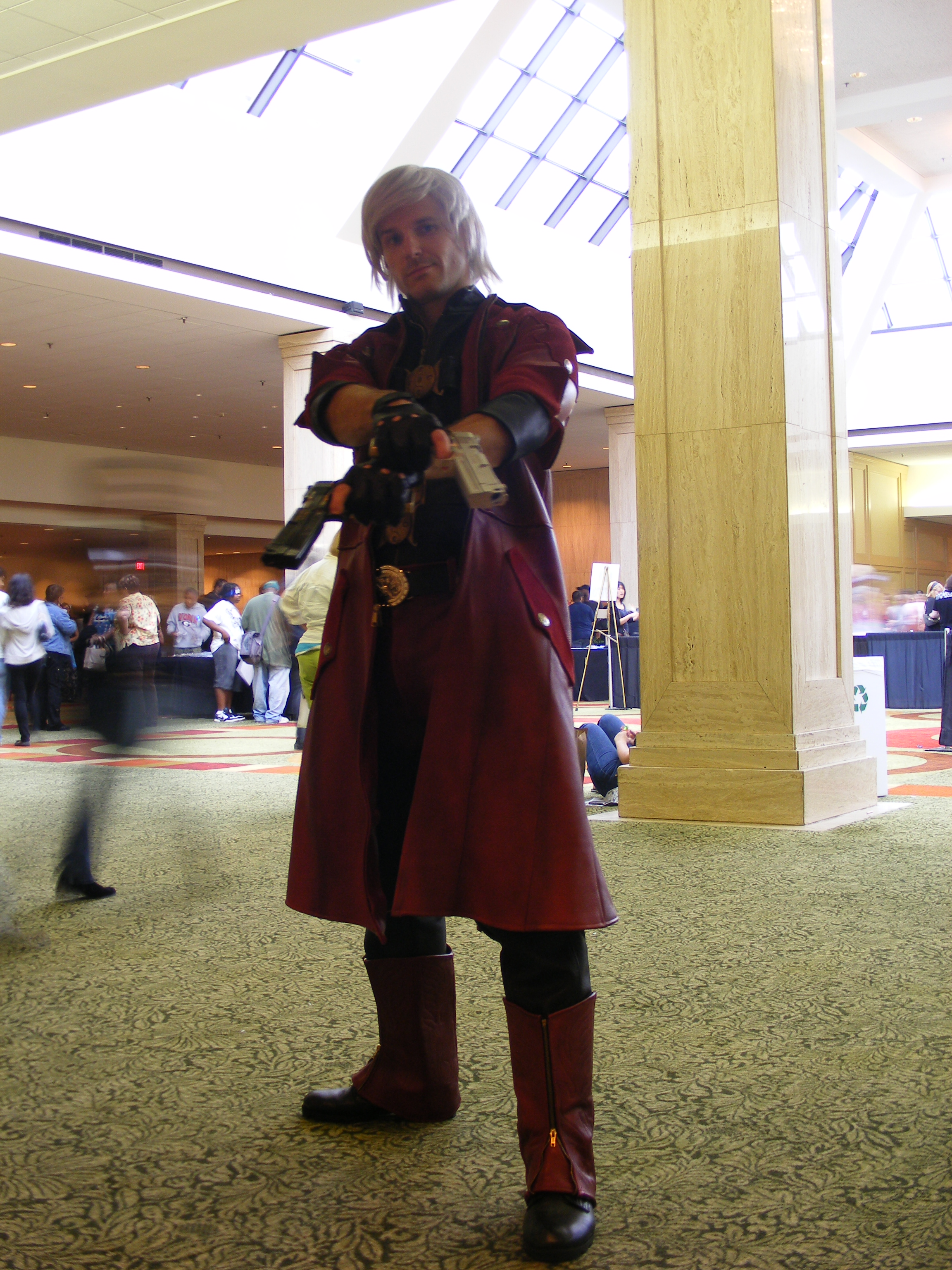
Dante es el protagonista de Devil May Cry 3 en una versión joven

La historia comienza con Dante en su negocio sin nombre, ahí es visitado por un hombre, Arkham, él cual le da una «invitación» por parte de su hermano Vergil, y posteriormente sale de la tienda. Dante lo persigue pero se da cuenta de que una torre enorme estaba emergiendo del subsuelo, en la cual estaba Vergil posado hasta la parte de arriba, Dante lo toma como un reto por parte de su hermano y se aventura a esta torre llamada Temen-Ni-Gru; cuando apenas comienza su aventura es atacado por Lady, una joven con una gran habilidad para cazar demonios, ella es hija de Arkham, y busca asesinarlo, pues él hizo lo mismo con su madre. Arkham está ayudando a Vergil en su plan, el cual es obtener el amuleto de su madre, el cual tiene Dante, la finalidad es usar la mitad del amuleto de su hermano con el suyo para así conectar el mundo demoníaco con el humano, pero para ello deberá usar la llave (su espada Yamato) y los amuletos de su madre.
Dante es ayudado por un arlequín llamado Jester, él lo guía hasta la cima de la torre, ahí se enfrentan los hermanos, siendo Vergil el vencedor, tras haber vencido a Dante toma su amuleto y crea la llave, pero debe ir hasta la parte inferior de la torre para usarlos, pues ahí esta la puerta del infierno. Dante rápidamente se levanta y lo sigue hasta la puerta, cuando llega vuelve a enfrentarse con Vergil, pero son interrumpidos por Lady y Jester, este último se revela como Arkham y traiciona a Vergil para hacerse con las llaves.
Arkham se hace con el poder de Sparda, pero más tarde es atrapado por Dante, ambos se enfrentan, pero el poder de Arkham es mucho mayor, ahí es cuando Vergil le ofrece su ayuda a Dante para derrotar a Arkham, cuando logran su cometido, desencadenan una tercera pelea, pues Dante ahora es consiente de lo que puede pasar con la relación de él y su hermano, mientras que Vergil quiere controlar el poder de su padre, al final Dante vence a Vergil y este queda atrapado en el mundo demoniáco.
Dante se siente culpable de la aparente muerte de su hermano, y comienza a llorar, cuando sale de la fortaleza se topa con Lady quien le pregunta por qué llora, a lo que Dante responde «Los demonios nunca lloran», pero ella le insinúa que si un demonio con corazón humano pierde a un ser querido podría llorar. Más tarde ellos se vuelven amigos y Dante nombra a su negocio «Devil May Cry» en honor a su hermano Vergil. Poco después se revela que el hermano gemelo de Dante sobrevivió a la pelea, y está enfrentándose al rey demonio Mundus.

## Desarrollo
Tras la acogida que tuvo Devil May Cry 2. Capcom decidió hacer esta entrega un poco más similar al primer juego, pues fue muy bien acogido por la crítica especializada. Varios elementos, como el motor, las batallas y el tamaño de los escenarios, fueron examinados varias veces por los desarrolladores para evitar que sufriera el mismo destino que su antecesora; otros aspectos como la falta de carisma de Dante en el juego pasado y la poca dificultad que tenía fueron eliminados para que le diera a los admiradores de la franquicia, una experiencia más similar al original.
En el prelanzamiento el productor del juego Tsuyoshi Tanaka, dijo en una entrevista: «Queríamos que el jugador tuviera varias maneras de combatir, dimos nuevas y elegantes armas al combate». Debido a que en el mercado japonés fue muy aceptado la reducción de dificultad de Devil May Cry 2, se mantuvo así la versión japonesa del juego, mientras que la americana y europea siguió el plan original de volverlo a sus raíces.

## Armas

### Armas de combate
- Rebellion: el arma principal de Dante, es esta espada que fue heredada del padre de Dante (Sparda), cuya empuñadura está decorada con forma de esqueleto humano. Después de la primera pelea con Vergil, la sangre de Dante revive el filo de Rebellion y se potencia, cambiando el aspecto de la empuñadura y aumentando su daño.

- Cerberus: un nunchaku de Hielo de tres cabezas que se obtiene al derrotar a Cerberus.

- Agni & Rudra: dos espadas embuídas con el poder del Viento (Rudra) y el Fuego (Agni). Se enfrentaron a Dante para probar su poder y luego se quedaron con él para apoyarle en la lucha. Hablan, pero nunca durante el juego por incentiva de Dante, que no soporta que hablen tanto rato y les dice que a cambio de llevarles consigo ellos tienen que callarse, a excepción de cuando Dante ejecuta un ataque rápido en forma de combo durante el combo Agnis y Rudra se ríen y Dante finaliza el movimiento haciendo un corte y gritando "SILENCE".

- Beowulf: unos guanteletes y espinilleras de Luz que Vergil obtiene tras de derrotar a Beowulf, pero luego Dante las consigue después de su segunda batalla contra Vergil. Supone el rescate del estilo de lucha cuerpo a cuerpo.

- Nevan: una guitarra eléctrica capaz de realizar potentes descargas eléctricas mientras tocas música. La consigues al derrotar a Nevan. También invoca murciélagos y puedes volar en modo Devil Trigger.

- Force Edge (filo de fuerza): la espada del legendario caballero oscuro Sparda, se consigue tras derrotar por última vez a Vergil. No posee habilidades ni poderes especiales, pero es estupenda para encadenar combos.(Se puede equipar con los diferentes trajes de Dante y con Vergil)

### Armas de fuego
- Ebony & Ivory (Ébano & Marfil): las inseparables compañeras de aventuras de Dante, son estas dos pistolas gemelas cuyas balas nunca se acaban. Son unas Colts 1911 modificadas.

- Shotgun (Escopeta): una escopeta recortada excelente para cuando el enemigo esté muy cerca.

- Artemis: un arma mágica arcana que primero carga energía y luego apunta automáticamente al enemigo para luego disparar un potente rayo de energía.

- Spiral: un rifle antitanque de gran potencia y poder. Podrías perforar al enemigo fácilmente.

- Kalina-Ann: esta arma pertenece a Lady. Lleva el nombre de su madre. Se trata de un bazooka muy potente y con gran cadencia de fuego pero con reducido alcance. Aparte de esto puede lanzar ráfagas de torpedos más pequeños o disparas su bayoneta al enemigo.

Todas las armas de fuego tienen munición ilimitada; la descripción de "Ebony & Ivory" es decorativa.

## Estilos
El elemento más revolucionario que se ha incluido es la posibilidad de elegir que estilo de lucha adoptará Dante de cuatro disponibles inicialmente Trickster, Swordmaster, Gunslinger y Royal Guard que son ampliables. Y 2 más en la segunda mitad del juego: Quicksilver y Doppelganger.
Esto se añadió buscando que el juego estuviese equilibrado para ser jugado por todos los públicos y nadie se sintiese discriminado. Hay 2 estilos ofensivos y 2 defensivos. Swordmaster y Gunslinger son los ofensivos, y Trickster y Royal Guard los defensivos. Swordmaster ofrece nuevos movimientos para las armas de combate cuerpo a cuerpo, incluidos movimientos para atacar a distancia. Gunslinger proporciona movimientos nuevos para disparar las armas de fuego, ofreciéndoles nuevos usos, incluyendo dar estocadas con Coyote-A, ofrece la posibilidad de usar técnicas de combate cuerpo a cuerpo con las armas de fuego; es el recomendado para los iniciados. Trickster es el estilo defensivo más fácil, en tercer nivel aparte de evadir muy fácilmente los ataques permite movimientos para llevar la iniciativa. Por último, Royal Guard es el estilo más difícil de manejar, pero si se sabe usar es el más potente; consiste no en evitar los ataques enemigos, si no en bloquearlos y llevar a cabo poderosísimos contraataques si se usa bien. Los estilos desbloqueables, que se obtienen al eliminar a 2 jefes finales, permitirán a Dante paralizar el tiempo por unos segundos (Quicksilver), siendo este el estilo más táctico, te permite evadirte, coger mejores posiciones, acuchillas al enemigo, etc, es el más polivalente; y crear dotar de vida a tu propia sombra(que es invulnerable) haciendo que ataque igual que tú y siga tus movimientos, duplicando así el daño, entre otras cosas (Doppelganger). Ambos estilos consumen poder demoníaco al ser utilizados, Doppelganger puede ser usado por otro control al presionar el botón "Start".

## Devil May Cry 3: Special Edition
En el evento de Tokyo Game Show del 2005, Capcom anunció que habría una edición especial de Devil May Cry 3 que incluiría una serie de cambios en el juego y contenido adicional. En particular, ahora los jugadores pueden elegir jugar como el hermano gemelo de Dante, Vergil. Otros cambios incluyen un nuevo modo de supervivencia llamado "Bloody Palace", con un total de 9999 niveles; un nuevo jefe en principios de lucha en el juego, con opción de peleas más tarde, un "Turbo Mode" para hacer 20% más rápido de juego, y un sistema que puede reactivar el carácter de inmediato, o permitir que el jugador reinicie la lucha que ha perdido tantas veces como quiera. El juego también reequilibró su nivel de dificultad.
Vergil tiene sólo un estilo, "Dark Slayer" (similar al estilo de Dante "Trickster"), que incluye maniobras evasivas y puede mejorarse en dos ocasiones, al igual que Dante tiene inicialmente cuatro estilos. Él tiene tres armas: La katana Yamato, los guanteles de Beowulf y la espada Force Edge. Él sólo tiene un ataque a distancia, "summoned swords", que crea una serie de espadas mágicas que se pueden utilizar para una lanzar poderosos ataques.
El nuevo jefe es un personaje de la primera versión, Jester. Debido a la crítica por querer lucha contra él se decidió agregarlo como jefe. En la primera edición de Devil May Cry 3, Jester fue un personaje importante que se encontró en varias ocasiones durante escenas de video, pero en realidad nunca se luchó contra él. En la edición especial, Jester es un semi-jefe opcional (en la primera lucha contra él es obligatorio, pero más tarde los encuentros pueden ser omitidos), que puede ser combatido tres veces.
Devil May Cry 3: Special Edition fue lanzado el 24 de enero de 2006 para los EE. UU. $ 19.99, como parte de la PlayStation 2 Greatest Hits Collection. Más tarde se confirmó que la versión "SE" del juego también sería lanzado en Europa.
El 1 de febrero del 2006, Ubisoft anunció que sería llevada a cabo la publicación de una versión para PC del juego desarrollado por SourceNext. La versión europea para PC fue la primera en salir, incluso antes de la edición especial, fue lanzado para la PlayStation 2, puesto en libertad el 28 de junio de 2006. El juego fue lanzado en Japón el 30 de junio de 2006.
En Europa, la versión de PlayStation 2 salió el 29 de septiembre de 2006 por GB £ 14.99 y fue ligeramente diferente de la versión de América del Norte. Vergil y el modo "Bloody Palace" fueron desbloqueadas desde el principio, pero el modo Turbo está fuera del juego.
Devil May Cry 3: Special Edition se incluyó también en la colección del 5.º aniversario de los juegos de Devil May Cry, una colección de los tres primeros juegos de la saga.
Además en 2006 se desarrolló el Devil May Cry 3 Special Edition en 5 idiomas:inglés, español, francés, italiano y alemán subtitulados.

### Devil May Cry: HD Collection
Una remasterización en alta definición de los tres títulos de PlayStation 2 fue lanzada para la consola PlayStation 3 y Xbox 360 en 2012. La colección incluye trofeos/logros y gráficos en alta definición, optimizados hasta 1080p. La versión de Devil May Cry 3 incluida en este recopilatorio es la "Special Edition".

## Recepción
Devil May Cry 3: Dante's Awakening fue alabado por la crítica. El sitio web de revisión y crítica Metacritic le dio a la versión de PlayStation 2 un 84 de 100 y a la versión de PC 66 de 100, respectivamente. Fue incluido en Game Informer en la 'lista de los 50 mejores juegos del 2005, y la edición especial recibió una adjudicación de 'Juego del Mes'. En 2010, IGN lo clasificó 18 en su lista de los 100 mejores juegos de PlayStation 2, y en GamePro en retrospectiva ese año lo calificó como el 28 mejor juego para la PS2.
Las críticas generalmente elogiaban el juego por evitar los errores de su predecesor y por su historia, sus opciones de personalización, su jugabilidad y motor de combate. Se consideró que el motor de combate basado en el estilo producía secuencias de lucha superiores a juegos como Ninja Gaiden y Prince of Persia: Los dos coronas, y la cámara y los controles fueron elogiados. Devil May Cry 3 se incluyó en el libro de 2010, de los 1001 videojuegos que debes jugar antes de morir.
La dificultad de la publicación norteamericana y europea fue criticada en revisiones positivas. Los críticos no estaban de acuerdo con la decisión de Capcom de hacer del modo "duro" de la versión japonesa el modo "normal" norteamericano y europeo, y Devil May Cry 3 ha sido citado como uno de los videojuegos más difíciles de todos los tiempos por una serie de sitios web.
La edición especial de PlayStation 2 ocupó el noveno lugar en la lista de videojuego del año 2006 de GameSpy; fue recomendado para recalibrar su dificultad, un modo de supervivencia conocido como "Bloody Palace" permite hacer de Vergil un personaje jugable. Reproducir como Vergil fue citado por la diferencia del personaje de Dante, aunque la reutilización de los jefes de Dante y la falta de escenas cinemáticas fue criticada.
La versión de PC se consideró inferior a la versión de PlayStation 2. Los problemas incluyen su motor de juego (pensado áspero y poco potente), sus controles y la imposibilidad de guardar el juego y salir, una característica de la mayoría de los juegos de PC. Jeremy Dunham de IGN le dio a la versión para PC una puntuación de 5.8 de 10 (en comparación con la versión de PS2 9.6), citando su "desempeño horrible" y "controles craptaculares".

## Ventas
Devil May Cry 3 fue un éxito comercial, y fue el octavo juego más vendido en Japón una semana después de su lanzamiento. El juego vendió más de 1,300,000 copias en todo el mundo (ganando el estado de "Título Platino" de Capcom), y la edición especial vendió un millón adicional de copias, agregando las ventas de ambas versiones combinadas a dos millones.